# Sivertselet
Sivertselet är en sjö i Arvidsjaurs kommun i Lappland och ingår i Piteälvens huvudavrinningsområde. Sjöns area är 0,05 kvadratkilometer och den befinner sig 300 meter över havet.